# ميليسا فارلي
ميليسا فارلي (بالإنجليزية: Melissa Farley)‏ هي عالمة نفس أمريكية، ولدت في 1942.